# Hymenophyllum geluense
Hymenophyllum geluense är en hinnbräkenväxtart som beskrevs av Eduard Rosenstock. Hymenophyllum geluense ingår i släktet Hymenophyllum och familjen Hymenophyllaceae. Inga underarter finns listade.